# Leichtathletik-Weltmeisterschaften der Behinderten 2011/Teilnehmer (Schweiz)
| stlisierte Goldmedaille | stlisierte Silbermedaille | stlisierte Bronzemedaille |
| ----------------------- | ------------------------- | ------------------------- |
| 2                       | 8                         | 2                         |

Von Swiss Paralympic, dem Schweizerischen Paralympischen Komitee, wurde eine aus 7 Sportlern und 4 Sportlerinnen bestehende Delegation zu den Leichtathletik-Weltmeisterschaften der Behinderten 2011 entsandt, die 12 Medaillen errang.

## Ergebnisse

### Frauen
| Athletinnen     | Wettbewerb                 | Vorlauf / Vorkampf | Vorlauf / Vorkampf | Halbfinale   | Halbfinale | Finale             | Finale |
| Athletinnen     | Wettbewerb                 | Zeit / Weite       | Rang               | Zeit / Weite | Rang       | Zeit / Weite       | Rang   |
| --------------- | -------------------------- | ------------------ | ------------------ | ------------ | ---------- | ------------------ | ------ |
| Manuela Schär   | 100 m Rennrollstuhl T54    | 17,13 s            | 4                  | –            | –          | 17,46 s            | 5      |
| Manuela Schär   | 200 m Rennrollstuhl T54    | –                  | –                  | –            | –          | 30,61 s            |        |
| Manuela Schär   | 400 m Rennrollstuhl T54    | 58,59 s            | 2                  | –            | –          | 57,93 s            |        |
| Sandra Graf     | 800 m Rennrollstuhl T54    | 1:59,64 min        | 4                  | –            | –          | 1:56,31 min        | 6      |
| Manuela Schär   | 800 m Rennrollstuhl T54    | 1:57,39 min        | 3                  | –            | –          | 1:55,35 min        | 4      |
| Patricia Keller | 800 m Rennrollstuhl T54    | 2:07,88 min        | 4                  | –            | –          | nicht qualifiziert | 9      |
| Sandra Graf     | 1500 m Rennrollstuhl T54   | 3:43,70 min        | 4                  | –            | –          | 3:37,19 min        | 5      |
| Patricia Keller | 1500 m Rennrollstuhl T54   | 3:58,71 min        | 4                  | –            | –          | 3:58,42 min        | 10     |
| Sandra Graf     | 5000 m Rennrollstuhl T54   | –                  | –                  | –            | –          | 12:52,61 min CR    |        |
| Sandra Hager    | 5000 m Rennrollstuhl T54   | –                  | –                  | –            | –          | 14:25,38 min       | 6      |
| Patricia Keller | 5000 m Rennrollstuhl T54   | –                  | –                  | –            | –          | 14:26,12 min       | 7      |
| Sandra Graf     | Marathon Rennrollstuhl T54 | –                  | –                  | –            | –          | 1:48:24 h          |        |
| Sandra Hager    | Marathon Rennrollstuhl T54 | –                  | –                  | –            | –          | 2:10:39 h          | 6      |

### Männer
| Athleten         | Wettbewerb                 | Vorlauf / Vorkampf    | Vorlauf / Vorkampf | Halbfinale   | Halbfinale | Finale             | Finale |
| Athleten         | Wettbewerb                 | Zeit / Weite          | Rang               | Zeit / Weite | Rang       | Zeit / Weite       | Rang   |
| ---------------- | -------------------------- | --------------------- | ------------------ | ------------ | ---------- | ------------------ | ------ |
| Christoph Bausch | 100 m T44                  | 11,91 s SB            | 4                  | –            | –          | nicht qualifiziert | 9      |
| Christoph Bausch | 200 m T44                  | Spurverletzung        | DQ                 | –            | –          | –                  | –      |
| Manuel Beeler    | 800 m T13                  | –                     | –                  | –            | –          | DNF                | –      |
| Beat Bösch       | 100 m Rennrollstuhl T52    | –                     | –                  | –            | –          | 17,74 s            |        |
| Marcel Hug       | 100 m Rennrollstuhl T54    | Fehlstart             | DQ                 | –            | –          | –                  | –      |
| Beat Bösch       | 200 m Rennrollstuhl T52    | –                     | –                  | –            | –          | 32,54 s            |        |
| Marcel Hug       | 200 m Rennrollstuhl T54    | Fehlstart, Verwarnung | DQ                 | –            | –          | –                  | –      |
| Beat Bösch       | 400 m Rennrollstuhl T52    | –                     | –                  | –            | –          | 1:03,96 min        | 6      |
| Marcel Hug       | 400 m Rennrollstuhl T54    | 48,70 s               | 1                  | 47,77 s      | 1          | 48,16 s            |        |
| Beat Bösch       | 800 m Rennrollstuhl T52    | –                     | –                  | –            | –          | 2:18,15 min        | 6      |
| Marcel Hug       | 800 m Rennrollstuhl T54    | 1:40,31 min           | 2                  | –            | –          | 1:37,30 min        |        |
| Marcel Hug       | 1500 m Rennrollstuhl T54   | 3:16,83 min           | 1                  | –            | –          | 3:11,13 min        |        |
| Beat Bösch       | 5000 m Rennrollstuhl T52   | –                     | –                  | –            | –          | DNF                | –      |
| Marcel Hug       | 5000 m Rennrollstuhl T54   | 10:39,78 min CR       | 1                  | –            | –          | 10:48,70 min       |        |
| Marcel Hug       | 10.000 m Rennrollstuhl T54 | –                     | –                  | –            | –          | 22:16,83 min       |        |
| Christoph Sommer | Marathon T46               | –                     | –                  | –            | –          | DNF                | –      |
| Heinz Frei       | Marathon Rennrollstuhl T54 | –                     | –                  | –            | –          | 1:31:09 h          |        |
| Marcel Hug       | Marathon Rennrollstuhl T54 | –                     | –                  | –            | –          | DNF                | –      |
| Lukas Hendry     | Weitsprung F11             | –                     | –                  | –            | –          | 5,34 m             | 8      |